# 조아킹 나부쿠
조아킹 나부쿠(Joaquim Aurélio Barreto Nabuco de Araújo, 1849년 8월 19일 ~ 1910년 1월 17일)는 브라질의 저술가, 정치인이자 노예 폐지론자이다. 1905년부터 1910년까지 브라질의 초대 주미대사를 지냈다.
1849년 8월 19일 브라질 제국의 중요한 정치인 중 하나였던 호세 토마스 나부쿠(José Tomás Nabuco)의 아들로 페르남부쿠주 헤시피에서 태어났다. 1873년부터 1878년까지 해외에서 지내면서 유프라시아 테익세이라 레이트, 마샤두 지 아시스 등과 교류했다.
1878년 브라질로 귀국한 후 나부쿠는 브라질 대의원에서 노예제 폐지를 주창하였으며 브라질 노예제 반대 협회를 창설했다. 1883년 《노예폐지론》(O Abolicionismo)를 저술했다. 1889년 브라질에서 제정이 폐지되자 공직에서 물러났다가 1905년 주미 브라질 대사를 맡았다. 이때 엘리후 루트와 함께 범미주의에 주목했다. 재임 중인 1910년 1월 17일 미국 워싱턴 D.C.에서 사망했다.